# Glastonbury Lake Village
Glastonbury Lake Village je bila železnodobna koliščarska vas ali je bilo naselje na umetnem otoku v ravnici Somerset Levels v bližini Godneyja okoli 5 km severozahodno od Glastonburyja v jugozahodni angleški grofiji Somerset. Je spomeniško zaščitena. 
Opisana je bila kot "najbolje ohranjena prazgodovinska vas, ki je bila kdaj koli najdena v Veliki Britaniji". Zajema površino 122 m od severa do juga in 91 m od vzhoda do zahoda.  Prvič je bila zgrajena 250 pr. n. št. iz lesa in gline. V njej je živelo do 200 ljudi, dokler ni bila okoli 50 pr. n. št. zapuščena.
Odkril jo je Arthur Bulleid leta 1892 in izkopal v naslednjih 15 letih. Našli so lesene in kovinske predmete. Mnogi so zdaj na ogled v trgovski hiši Tribunal v Glastonburyju na High Street in v Muzeju Somerset v Tauntonu. Velik del lesa je ostal na kraju samem in bil spet prekrit z zemljo, da bi se ohranil. Raziskave v poznih 20. in začetku 21. stoletja so pokazale, da je to učinkovito, vendar je kraj še vedno v nevarnosti zaradi nadaljnjega izsuševanja tal.

## Zgodovina
Vas je bila zgrajena okoli leta 250 pr. n. št. in bila naseljena do približno 50 pr. n. št., ko je bila verjetno zaradi dviga vodne gladine opuščena.  Zgrajena je bila na barju na umetnih temeljih iz lesa, napolnjenih z grmičevjem, praprotjo, gruščem in glino.  Vsaj 1000 ton gline so prenesli na višji kraj približno 1 kilometer daleč.
Vas je imela pet do sedem skupin okroglih hiš, vsaka je bila namenjena razširjeni družini s hlevi in skednji. Izdelane so bile iz leske (Corylus avellana) in vrbe, pokrite s trstičjem ter obdane stalno ali ob določenem času z leseno palisado. Vrzeli v palisadi kažejo, da so jih verjetno uporabljali za učvrstitev glinenih tal, ne pa za obrambne namene. V vasi je bilo največ 15 hiš z do 200 ljudmi. Ugotovili so, da sta bili dve različni fazi naselitve. Zgodnje hiše so bile lesene z okvirjem, kvadratne ali pravokotne oblike in izdelane iz hrasta, kasnejše so bile okrogle. Na nekaterih skednjih ali ograjenih prostorih za živali so bili uporabljeni glineni namazi.  
Vas je bila v bližini starega toka reke Brue in najbrž obkrožena z vodo, zato tudi ime "Lake Village" (jezerska vas). V zadnjem obdobju kaže ime bolj na močvirje, saj večino leta okoliška zemljišča niso bila poplavljena. Brue je bila pomembna vodna trgovska pot iz osrednjega Somerseta do estuarija reke Severn. Vas je imela 40 m dolg pomol za privez čolnov, ki je bil večkrat  popravljen in obnovljen. Kljub mokri okolici so pridelovali zelenjavo in imeli udomačene male živali in divje sesalce, tudi bobra in vidro, največ pa so jedli ribe. Najdeni so bili ostanki pšenice, ječmena in fižola. 

### Izkopavanja
Jezersko vas, mostišče ali umetni otok je leta 1892 odkril študent medicine Arthur Bulleid, čigar oče je bil lokalni župan in ustanovitelj Glastonburyjske arheološke družbe (Glastonbury Antiquarian Society).  Bulleid je slišal za mostišča v Švici in verjel, da je podobne kraje mogoče najti v rodnem Somersetu.
Izkopavanja so se začela leta 1892 in nadaljevala naslednjih 15 let z odkrivanjem obsega naselja in objavo izsledkov.  Od 1892 do 1899 je z delavci delal šest mesecev vsako leto in preživel drugih šest mesecev ob opisovanju in popisovanju najdb. Nato je zapustil mesto, dokončal svoj študij medicine in se vrnil leta 1904 z Grayevo ter nadaljeval izkopavanja do leta 1907. Grayeva je bila skrbnica muzeja  Somersetske arheološke in zgodovinske družbe v Tauntonu, ki se je izobraževala pri arheologu Augustusu Pittu Riversu.
Našli so ostanke vasi.  Sestavljena je iz 89 gomil od 1,2 m  do 4,3 m v premeru iz gline iz močvirnatih tal, od katerih so mnoge imele osrednje ognjišče. Celotna naselbina je bila obdana z leseno palisado, narejeno iz jelše. Vsako najdbo, od večjih kosov lesa do majhnih ostankov keramike, so pripravili in opisali, nekatere tudi fotografirali. Leta 1909 je mesto obiskal Jurij V. še kot valižanski princ skupaj s svojo ženo. Dali so mu srebrno repliko glastonburyjske sklede. 
Velik del lesa so ponovno zakopali, ker se tako najbolje ohrani. Raziskava je leta 2005 pokazala, da je to bilo zelo uspešno kljub poročilom o izsušitvi okolja in da se pokritost šote zmanjšuje. Najdišče je vključeno na seznam tvegane dediščine, ki ga upravlja English Heritage, ker obstaja tveganje za zakopan les, če se območje še naprej suši. 
Bulleid in Grayeva sta odšla kasneje izkopavat podobno naselbino Meare Lake Village približno 2 km jugozahodno od mesta Glastonbury.
Izkopavanja manjšega obsega so bila tudi kasneje. Na voljo je film o najnovejših izkopavanjih.
Pokrajina naselja je izdelana tudi kot 3D-model.. Narejena in splavljena je tudi replika kanuja.

## Najdbe
Najdišče in najdbe so last Glastonburyjske arheološke družbe. Veliko najdb je na ogled v muzeju v Glastonbury Lake Villageu. 
Najdeni predmeti so ostanki keramike, oglje, kosti in oslo (kamen za ostrenje rezil). Našli so tudi vreteno in tkalske glavnike, verjetno za izdelavo tekstila. [40] Dokazov o vlivanju brona in taljenja železa ni. Našli so tudi fin nakit iz brona in kosti, kar kaže na visoko stopnjo izdelave. [41] Leta 1905 je bil odkrit zgodnji britanski kositrni kovanec, menijo, da je iz 1. stoletja n. št., ki je bil poslan v Britanski muzej.

### Bronasta skleda
Glastonburyjska skleda je kovinska, narejena je bila iz dveh delov, zakovičenih skupaj, in večkrat popravljana med uporabo. Spodnja polovica je bila datirana, kot da je bila narejena v železni dobi. Zgornja polovica je bila verjetno dodana v 1. stoletju iz pločevine, ki so jo morda že uporabljali za druge namene, in dveh polovic, zakovičenih skupaj.  Tudi pri drugih predmetih, ki so jih našli pri izkopavanju, je pomagal Britanski muzej.

### Leseni izdelki
Na najdišču je več lesenih predmetov, konzerviranih v šotnih tleh, tudi pet naper kolesa in nedokončani del, ki se uporablja kot pesto kolesa.  Pletene košare z najdišča  so do 700 mm široke in 480 milimetrov visoke. Lesen okvir za raztezanje živalske kože so odkrili skupaj s stresalnikom in kockami, narejenimi iz rogovja.